# Hareb Abdullah
Harib Abdalla Suhail Al Musharrkh Al Maazmi, meglio noto come Hareb Abdullah (in arabo  حارب عبدالله سهيل‎?; Sharja, 26 novembre 2002), è un calciatore emiratino, attaccante dell'Shabab Al-Ahli e della nazionale emiratina.
Hareb è figlio dell'ex calciatore emiratino, Abdullah Suhail.

## Palmarès

### Club

#### Competizioni nazionali
- Coppa del Presidente degli Emirati Arabi Uniti: 1 :

Shabab Al-Ahli: 2020-2021
- UAE Arabian Gulf Cup: 1 :

Shabab Al-Ahli: 2020-2021
- Supercoppa degli Emirati Arabi Uniti: 3

Shabab Al-Ahli: 2021, 2023, 2024
- Campionato emiratino: 2

Shabab Al-Ahli: 2022-2023, 2024-2025